# Přímorožci
Mezi přímorožce patří velké druhy antilop rozšířené hlavně v Africe, ale také v Arábii a Iráku. Obývají křovinaté oblasti, stepi a polopouště. Špičaté, vrubované rohy mají obě pohlaví. Mnohé druhy jsou ohroženy vyhubením.

## Klasifikace
- Čeleď Bovidae
  - Podčeleď Hippotraginae
    - Rod Addax
      - adax (Addax nasomaculatus)

    - Rod Hippotragus
      - antilopa koňská (Hippotragus equinus)
      - (Hippotragus kopassii) †
      - antilopa modrá (Hippotragus leucophaeus) †
      - antilopa vraná (Hippotragus niger)

    - Rod Oryx
      - beisa (Oryx beisa)
      - přímorožec šavlorohý (Oryx dammah)
      - oryx (Oryx gazella)
      - přímorožec arabský (Oryx leucoryx)